# Milford (Ohio)
Milford es una ciudad ubicada en el condado de Clermont en el estado estadounidense de Ohio. En el Censo de 2010 tenía una población de 6709 habitantes y una densidad poblacional de 672,65 personas por km².

## Geografía
Milford se encuentra ubicada en las coordenadas 39°10′15″N 84°16′55″O / 39.17083, -84.28194. Según la Oficina del Censo de los Estados Unidos, Milford tiene una superficie total de 9.97 km², de la cual 9.65 km² corresponden a tierra firme y (3.22%) 0.32 km² es agua.

## Demografía
Según el censo de 2010, había 6709 personas residiendo en Milford. La densidad de población era de 672,65 hab./km². De los 6709 habitantes, Milford estaba compuesto por el 94.6% blancos, el 2.33% eran afroamericanos, el 0.13% eran amerindios, el 0.85% eran asiáticos, el 0.01% eran isleños del Pacífico, el 0.43% eran de otras razas y el 1.64% pertenecían a dos o más razas. Del total de la población el 1.15% eran hispanos o latinos de cualquier raza.